# جسی وینچستر
جسی وینچستر (انگلیسی: Jesse Winchester؛ ۱۷ مهٔ ۱۹۴۴ – ۱۱ آوریل ۲۰۱۴) یک موسیقی‌دان اهل ایالات متحده آمریکا بود.